# Coupe de France 2014/15

CdF-Wettbewerbslogo
seit der Saison 2007/08

Der Wettbewerb um die Coupe de France in der Saison 2014/15 war die 98. Ausspielung des französischen Fußballpokals für Männermannschaften.
Titelverteidiger En Avant Guingamp scheiterte im Halbfinale am Zweitligisten AJ Auxerre, der im Endspiel Paris Saint-Germain unterlag. Für Paris war es der neunte Gewinn in diesem Wettbewerb, für Auxerre die zweite Niederlage bei seiner sechsten Finalteilnahme. Diese Endspielpaarung hatte es zwölf Jahre zuvor schon einmal gegeben; seinerzeit hatte sich die AJA gegen PSG durchsetzen können.
Während die Dritt- und die Zweitligavereine ebenso wie elf Teilnehmer – seit dieser Saison nicht mehr ausschließlich die regionalen Pokalsieger – aus sieben der französischen überseeischen Gebiete bereits in den von den regionalen Untergliederungen des Landesverbands Fédération Française de Football (FFF) organisierten Qualifikationsrunden in den Wettbewerb eingreifen müssen – die Drittligisten in der 5., die beiden letztgenannten Gruppen in der 7. Runde –, beginnt für die Erstligisten – und gegebenenfalls einen unterklassigen Titelverteidiger – der Wettbewerb erst mit dem Zweiunddreißigstelfinale (Beginn des Hauptwettbewerbs). Nur in dieser Runde werden die dafür qualifizierten 64 Vereine landesweit in vier regionale Lostöpfe à 16 Mannschaften aufgeteilt, worin jeweils annähernd gleich viele Teams gleicher Ligazugehörigkeit vertreten sein werden. Ab dem Sechzehntelfinale fällt auch diese Vorsortierung weg und der Wettbewerb wird ausschließlich nach dem klassischen Pokalmodus ausgetragen: Spielpaarungen werden ohne Setzlisten aus sämtlichen noch im Wettbewerb befindlichen Klubs ausgelost und jeweils lediglich ein Spiel ausgetragen, an dessen Ende ein Sieger feststehen muss (und sei es durch Verlängerung und Elfmeterschießen), der sich dann für die nächste Runde qualifiziert, während der Verlierer ausscheidet. Auch das Heimrecht wird für jede Begegnung durch das Los ermittelt, allerdings mit der Einschränkung, dass Klubs, die gegen eine mindestens zwei Ligastufen höher spielende Elf anzutreten haben, automatisch Heimrecht bekommen.
Die unterklassigen Vereine kämpfen zudem wiederum um den mit Geldpreisen verbundenen Titel als erfolgreichster Außenseiter. Dieser derzeit hauptsächlich von PMU gesponserte Nebenwettbewerb trägt die offizielle Bezeichnung Classement des Petits Poucets (auf Deutsch: „Däumlingswertung“). Als Klub aus der neunten Ligastufe scheiterte der FC Lille Sud am Einzug in das Zweiunddreißigstelfinale, in dem bei dieser Austragung überhaupt nur noch fünf Sechstligisten vertreten waren, die darin sämtlich besiegt worden sind.
Gleich drei überseeische Mannschaften hatten sich diesmal für die 8. Runde qualifiziert: die AS Saint-Louis aus Réunion, die US Matoury aus Guayana und der Club Franciscain aus Martinique. Von diesen erreichte Letzterer nach 22 Jahren sogar wieder einmal den Hauptwettbewerb. Erfolgreichste Amateurmannschaft war die US Concarneau; der bretonische Viertligist schied erst im Viertelfinale gegen den Titelverteidiger aus.
Die Erstligisten ließen frühzeitig kräftig Federn: lediglich sieben von ihnen erreichten das Achtelfinale, in dem auch noch vier Viertligisten vertreten waren; in der Runde der letzten acht Mannschaften standen nur noch vier Ligue-1-Klubs und ebenso viele unterklassige Teams.

## Zweiunddreißigstelfinale
Spiele vom 3. bis 5. Januar 2015
L1, L2 bzw. D3 stehen für die Zugehörigkeit zur ersten bis dritten Liga, CFA bzw. CFA2 für die beiden landesweiten Amateurligen, DH („Division d’Honneur“) für die sechste, regionale Ligenstufe. Ergebnisse: n. V. = nach Verlängerung, i. E. = im Elfmeterschießen.
| - SC Bastia (L1) – OSC Lille (L1) 2:0 - Racing Lens (L1) – Olympique Lyon (L1) 2:3 - Olympique Nîmes (L2) – AS Monaco (L1) 0:2 - AS Saint-Étienne (L1) – AS Nancy (L2) 1:0 n. V. - FC Valenciennes (L2) – OGC Nizza (L1) 2:0 - SM Caen (L1) – FCO Dijon (L2) 2:3 n. V. - US Avranches MSM (D3) – FC Lorient (L1) 1:0 - SAS Épinal (D3) – FC Metz (L1) 1:2 - FC Nantes (L1) – Club Franciscain (DH) (a) 4:0 - Stade Brest (L2) – Stade Laval (L2) 1:0 - GS Consolat (D3) – AC Ajaccio (L2) 3:0 - Luçon VF (D3) – LB Châteauroux (L2) 0:1 - Le Mans FC (CFA2) – FC Tours (L2) 1:3 - US Boulogne (D3) – US Sarre-Union (CFA) 5:4 - FC Bressuire (CFA2) – SC Amiens (D3) 2:1 - AS Pagny (DH) – AS Yzeure (CFA) 1:3 | - Girondins Bordeaux (L1) – FC Toulouse (L1) 2:1 - HSC Montpellier (L1) – Paris Saint-Germain (L1) 0:3 - USL Dunkerque (D3) – Stade Rennes (L1) 1:2 - Grenoble Foot (CFA) – Olympique Marseille (L1) 3:3 n. V., 5:4 i. E. - EA Guingamp (L1) – FC Dinan Léhon (CFA2) (b) 3:0 - US Saint-Maur Lusitanos (DH) – Stade Reims (L1) 1:3 - AC Bobigny (DH) – FC Évian Thonon Gaillard (L1) 0:3 - FC Red Star (D3) – AC Arles-Avignon (L2) 2:1 - AJ Auxerre (L2) – Racing Strasbourg (D3) 1:0 - US Concarneau (CFA) – Chamois Niort (L2) 1:0 - US Quevilly (CFA) – US Orléans (L2) 3:3 n. V., 5:3 i. E. - Le Poiré-sur-Vie VF (D3) – Stade Plabennec (CFA) 3:1 - AS Beauvais (CFA) – SO Cholet (CFA2) 0:0 n. V., 5:6 i. E. - ASF Andrézieux (CFA2) – AS Saint-Priest (CFA) 2:0 - Jura Sud Football (CFA) – FC Saint-Louis Neuweg (CFA2) 3:0 - US Saint-Omer (DH) – Iris Club Croix (CFA) 0:5 |

## Sechzehntelfinale
Spiele vom 20. bis 23. Januar 2015
| - FC Nantes (L1) – Olympique Lyon (L1) 3:2 - FC Tours (L2) – AS Saint-Étienne (L1) 3:5 n. V. - US Avranches MSM (D3) – FC Metz (L1) 0:3 n. V. - US Concarneau (CFA) – FCO Dijon (L2) 1:0 n. V. - SO Cholet (CFA2) – Stade Brest (L2) 1:3 n. V. - AS Yzeure (CFA) – FC Valenciennes (L2) 2:0 - FC Red Star (D3) – GS Consolat (D3) 2:0 - US Boulogne (D3) – Grenoble Foot (CFA) 1:0 | - Stade Rennes (L1) – Stade Reims (L1) 1:1 n. V., 5:4 i. E. - Paris Saint-Germain (L1) – Girondins Bordeaux (L1) 2:1 - AS Monaco (L1) – FC Évian Thonon Gaillard (L1) 2:0 - EA Guingamp (L1) – LB Châteauroux (L2) 2:0 - US Quevilly (CFA) – SC Bastia (L1) 1:1 n. V., 3:1 i. E. - Jura Sud Football (CFA) – AJ Auxerre (L2) 0:1 - FC Bressuire (CFA2) – Le Poiré-sur-Vie VF (D3) 0:1 n. V. - ASF Andrézieux (CFA2) – Iris Club Croix (CFA) 1:2 |

## Achtelfinale
Spiele vom 10. bis 12. Februar 2015
| - AS Monaco (L1) – Stade Rennes (L1) 3:1 - FC Red Star (D3) – AS Saint-Étienne (L1) 1:2 - AS Yzeure (CFA) – EA Guingamp (L1) 1:3 n. V. - US Boulogne (D3) – US Quevilly (CFA) 2:0 | - Paris Saint-Germain (L1) – FC Nantes (L1) 2:0 - FC Metz (L1) – Stade Brest (L2) 0:0 n. V., 3:4 i. E. - Le Poiré-sur-Vie VF (D3) – AJ Auxerre (L2) 1:1 n. V., 5:6 i. E. - Iris Club Croix (CFA) – US Concarneau (CFA) 0:0 n. V., 1:4 i. E. |

## Viertelfinale
Spiele vom 3. bis 5. März 2015
| - US Concarneau (CFA) – EA Guingamp (L1) 1:2 - Stade Brest (L2) – AJ Auxerre (L2) 0:0 n. V., 2:4 i. E. | - Paris Saint-Germain (L1) – AS Monaco (L1) 2:0 - US Boulogne (D3) – AS Saint-Étienne (L1) 1:1 n. V., 3:4 i. E. |

## Halbfinale
Spiele am 7./8. April 2015
| - AJ Auxerre (L2) – EA Guingamp (L1) 1:0 | - Paris Saint-Germain (L1) – AS Saint-Étienne (L1) 4:1 |

## Finale
Spiel am 30. Mai 2015 im Stade de France von Saint-Denis
- Paris Saint-Germain – AJ Auxerre 1:0 (0:0)

### Mannschaftsaufstellungen
Paris: Nicolas Douchez – Gregory van der Wiel, Thiago Silva , David Luiz, Maxwell – Marco Verratti, Lucas Moura (Ezequiel Lavezzi, 73.), Blaise Matuidi, Thiago Motta – Zlatan Ibrahimović, Edinson Cavani
Trainer: Laurent Blanc
Auxerre: Donovan Léon – Thomas Fontaine, Karim Djellabi, Ruben Aguilar, Sébastien Puygrenier  – Frédéric Sammaritano, Amara Baby (Julien Viale, 82.), Rémi Mulumba (Alexandre Vincent, 86.), Grégory Berthier (Livio Nabab, 80.), Jamel Aït Ben Idir – Cheick Fantamady Diarra
Trainer: Jean-Luc Vannuchi
Schiedsrichter: Antony Gautier (Ligue Nord-Pas-de-Calais)

### Tore
1:0 Cavani (65.)

## Belege und Anmerkungen
1. ↑  Aus La Réunion, Martinique, Guadeloupe und Französisch-Guayana sind 2014/15 erstmals je zwei Mannschaften an der 7. Runde teilnahmeberechtigt, aus Neukaledonien, Französisch-Polynesien und Mayotte weiterhin je eine.
2. ↑  Beschluss der FFF-Bundesversammlung von Anfang April 2011
3. ↑  Artikel „Et vogue la galère“ in France Football vom 23. Dezember 2014, S. 34